# Takehiro Otani
Takehiro Otani (大谷 武大 Otani Takehiro?,  nacido el 6 de diciembre de 1980 en Ibaraki) es un exfutbolista japonés. Jugaba de centrocampista y su último club fue el Joso Identy de Japón.

## Trayectoria

### Clubes
| Club           | País  | Año         |
| -------------- | ----- | ----------- |
| Mito HollyHock | Japón | 1999 - 2001 |
| Joso Identy    | Japón | 2002        |
| FC Horikoshi   | Japón | 2003 - 2005 |
| Joso Identy    | Japón | 2005 - 2014 |